# Dolne źródło ciepła
Dolne źródło ciepła (niezależnie od fizycznego położenia) – źródło ciepła, do którego oddawane jest ciepło odpadowe obiegu termodynamicznego w silnikach cieplnych, albo z którego pobierane jest ciepło w maszynach cieplnych roboczych realizujących pełny obieg termodynamiczny.
Temperatura dolnego źródła ciepła jest:
- niższa od najniższej występującej w obiegu termodynamicznym silników cieplnych;
- wyższa od najniższej występującej w obiegu termodynamicznym maszyn roboczych.

Do obliczeń sprawności termodynamicznej obiegu, jako temperaturę dolnego źródła ciepła przyjmuje się najniższą temperaturę czynnika pojawiającą się w obiegu zarówno dla maszyn roboczych jak i silników.
W siłowniach i elektrowniach cieplnych jak również silnikach spalinowych (obieg prawobieżny) dolnym źródłem ciepła jest zwykle otoczenie. 
W chłodziarkach dolnym źródłem ciepła jest obiekt chłodzony, natomiast w pompach ciepła powietrze atmosferyczne lub glikol, którymi wypełnione są sondy gruntowe.